# Aston Martin DB1
O Aston Martin DB1  foi um carro desportivo produzido pela Aston Martin de 1948 a 1950. Era também conhecido como o 2-Litre Sports. Foi o primeiro carro da companhia produzido com o novo director, David Brown (daí as letras DB no nome do carro). Foi introduzido no British International Motor Show em 1948 e era baseado no protótipo "Atom".

## Desenvolvimento
O Atom era um projecto que a Aston Martin desenvolveu durante a II Guerra Mundial. O seu chassis de estrutura tubular e o motor de quatro cilindros com 2.0L foram desenvolvidos por Claude Hill.
Pouco depois de David Brown ter comprado a Aston Martin, a construção começou numa versão actualizada. O protótipo entrou numa corrida de 24 Horas em Spa em 1948 como uma maneira de testar a sua durabilidade, e o carro ganhou a corrida com condutores como St. John Horsfall e Leslie Johnson. O carro de Spa foi reconstruído e mostrado no British International Motor Show como um exemplo da nova série "Spa Replica" para venda pública, mas não havia compradores. O único carro de Spa tem sido mantido recentemente no Museu de Motores Holandês. Em 2006 voltou ao Reino Unido para ser inteiramente restaurado.
Juntamente com o carro de Spa, Brown direccionou a Aston Martin para produzir um roadster de 2 lugares com uma carroçaria mais convencional para o British Motor Show. Este 2-Litre Sports, como o nome sugeria, usou o motor 2.0L de Claude Hill. Esta unidade de 90 cv conseguia propulsionar este veículo pequeno e leve até aos 150 km/h.

## Produção
Entre 1948 e 1950, apenas 16 unidades deste modelo foram fabricadas. Depois da introdução do substituto DB2 em 1950, com o motor Lagonda de 6 cilindros em linha, o 2-Litre Sports começou a ser largamente conhecido como o DB1. Neste ponto, apenas 12 carros tinham sido produzidos. No entanto, como o DB2 tinha capota rígida e se os clientes queriam um descapotável, os carros número 13, 14 e 15 foram feitos por encomenda.